# Cesarino Branduani
Cesarino Branduani, all'anagrafe Cesare Branduani (Milano, 1896 – Milano, 2 ottobre 1976), è stato un libraio e scrittore italiano, definito per la sua competenza professionale il Principe dei Librai.

## Biografia

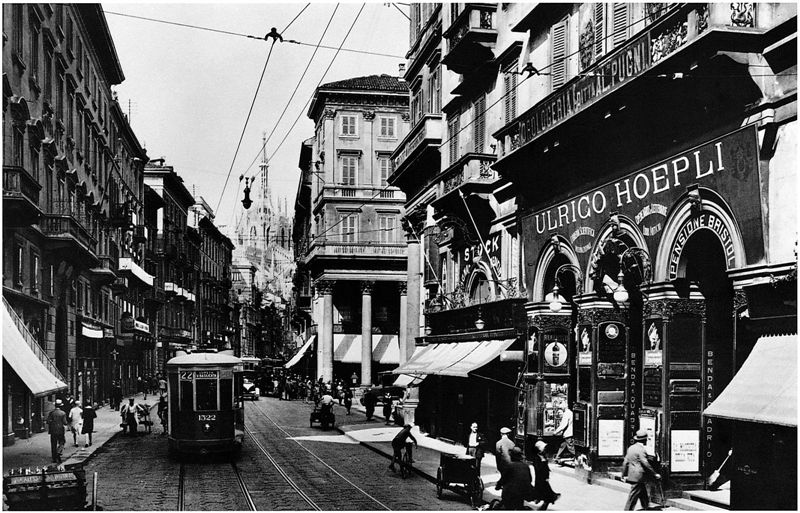
Milano: le insegne della libreria Hoepli (sulla destra) all'ingresso della Galleria De Cristoforis (1929 circa)

Nato a Milano nel 1896 in una famiglia di condizioni modeste, dopo aver frequentato le scuole elementari, nel 1907 Cesarino Branduani fu assunto come garzone di bottega nella libreria Hoepli di Milano.
Il padre, un postino con sette figli, per necessità economiche aveva pregato Ulrico Hoepli di prendere con sé il giovanetto come aiutante temporaneo nella libreria che si trovava allora nella Galleria De Cristoforis. La benevolenza dell'Hoepli, anch'egli di modeste origini e un tempo garzone di libreria, verso il suo giovanissimo impiegato, si concretizzò quando l'editore, a sue spese, inviò per tre mesi il quindicenne Cesarino in un sanatorio svizzero per curarsi di una malattia ai polmoni.
Assunto come garzone temporaneo, Branduani riuscì, pur con una modesta preparazione scolastica, con le sue spiccate capacità, a divenire direttore della libreria, e a rimanervi per ben cinquantasei anni, fino al 1963, quando, a sessantasette anni, volle aprire una libreria in proprio nella milanese via Sant'Andrea, nella quale lavorò attivamente per dodici anni, sino al 1975, un anno prima di morire.
Nel lungo periodo trascorso da Hoepli, Branduani, dotato di una formidabile memoria bibliografica (ricordava titolo e prezzo di ciascuno dei duemila volumi della celebre collana dei manuali Hoepli), ebbe modo di conoscere molti personaggi della vita letteraria milanese e di entrare in amicizia con alcuni di loro. Scrittori, studiosi e semplici lettori si rivolgevano a lui per consigli e pareri.
Nel suo libro Memorie di un libraio, pubblicato nel 1964 dall'editore Longanesi,  con la prefazione dell'amico Montanelli, descrive cinquant'anni di vita culturale non solo milanese. Una nuova edizione del volume è stata pubblicata nel 2005.
Morì nella sua città natale, a circa ottant'anni, nel 1976.

## Opere
- Il libraio. Lettura fatta per incarico di S. E. Dino Alfieri, nell'Aula magna della Casa del fascio di Milano, Milano, Hoepli, 1934?
- Con Calzini in Trastevere, in La martinella di Milano: echi dell'anima lombarda. Periodico mensile illustrato, novembre-dicembre 1953.
- Nozze d'oro coi libri di Cesarino Branduani 1907-1957, Milano, Tipografia U. Allegretti di Campi, 1957.
- Ricordo di Orio Vergani. Commemorazione tenuta al Rotary club di Milano dal consocio Cesare Branduani, 19 aprile 1960, Milano, Tip. U. Allegretti di Campi, 1960.
- Memorie di un libraio, prefazione di Indro Montanelli, Milano, Longanesi, 1964.
- C'era una volta Milano, Milano, Baldini & Castoldi, 1968.
- Una vita passata fra i libri, Milano. [s.e.], 1970.